# Hubert Maga
Coutoucou Hubert Maga, född den 10 augusti 1916 i Parakou, Dahomey, död den 8 maj 2000 i Cotonou, Benin, var en politiker från Dahomey (numera Benin).

## Biografi
Maga hävdade att han var ättling till konungariket Bourgous kungliga familj och var uppfostrad i den islamiska tron. I tjugoårsåldern konverterade han till katolicismen och blev lärare vid Natitingou 1935. Han utnämndes till rektor för skolan 1945. Tillsammans med sin fru, började han att öka sitt inflytande bland outbildade medborgare. Han arbetade för facket efter andra världskriget, och ledde Syndicat des instituteurs du Dahomey (Lärarförbundet i Dahomey).
Magas väg till makten inträffade under en period av intensiv regionalism, sporrad av historisk förbittring mellan medlemmar av de tidigare rikena Abomey, Porto-Novo och oorganiserade stammar från norr. Resultat blev skapandet av tribala zoner: norra, sydöstra och sydvästra, som leddes av Maga, Sourou Migan Apithy respektive Justin Ahomadégbé-Tomêtin. Magas etniska grupp i norr (senare Dahomeyan demokratiska rörelse) fusionerades in i Dahomeyan Democratic Rally 1957.
Maga valdes till Dahomeys territoriella församling 1947 och grundade då den nordliga etniska gruppen, senare omdöpt till Dahomey Democratic Rally (Rassemblement Démocratique du Dahomé). År 1951 blev Maga invald i franska nationalförsamlingen, där han tjänstgjorde i olika befattningar, bland annat premiärminister från 1959 till 1960 när Republiken Dahomey blev självständigt från Frankrike den 11 augusti 1960. Maga utsågs då till president, och var officiellt vald till detta ämbete den 11 december.
Under Magas mandatperiod, kollapsade Dahomeys ekonomi med minskande utländska investeringar och ökad arbetslösheten. Som svar, lanserade han en fyraårig plan i januari 1962 till grund för att öka jordbruksproduktionen genom att tvinga landets ungdomar att arbeta i jordbruket. Maga införde också en nationell krisenhet, som kulminerade i en misslyckad mordkomplott mot honom maj 1961 under ledning av det störste oppositionsledaren, Justin Ahomadegbé-Tomêtin. 
Ahomadegbé-Tomêtin fängslades, och vid tiden för hans frigivning i november 1962 hade en enpartistat upprättats och oppositionspressen begränsats. År 1963 blev den dömde mördaren Christophe Bokhiri utsläppt från fängelset, vilket ledde till upplopp runt om i landet, men fokus för upploppen skiftade snart mot Magas problem som president. Upploppen blev så allvarliga att stabschefen för Dahomeys armé, Christophe Soglo, tog kontroll över landet i oktober för att förhindra ett inbördeskrig. 
Efter att ha tvingat Maga att avgå, gav Soglo honom, Ahomadégbé-Tomêtin och vicepresident Sourou Migan Apithy, ministerposter. Kort därefter anklagades Maga för att ha planerat att mörda Soglo och för korruption och blev inspärrad. Efter hans frigivning 1965, tog han sin tillflykt till Togo innan han flyttade till Paris. 
År 1970 återvände han till Dahomey för att fungera som chef för ett roterande tre-man presidentråd, som inkluderade Ahomadegbé-Tomêtin och Apithy. Den 26 oktober 1972 installerades Mathieu Kérékou genom en kupp, och störtade dåvarande presidenten Ahomadegbé-Tomêtin. Maga och de andra medlemmarna i rådet fängslades fram till 1981 då han avgick från offentligt liv efter frigivningen, men gjorde ett uttalande på den nationella konferensen 1990, som gav amnesti åt alla Benins politiska flyktingar.